# Fjärrspaning
Fjärrspaning är en militär term för underrättelseinhämtning bakom fiendens linjer mot fientliga mål eller fientlig verksamhet på ett långt avstånd från de egna förbanden. Fjärrpaning bedrivs på ett djup som överstiger 20 km från egna förband. Fjärrspaning utförs både som fast eller rörlig truppspaning och verksamheten pågår oftast 1-3 veckor bakom fiendens linjer. De förband som utför fjärrspaning är jägarförband och specialförband - men fjärrspaning kan också utföras av spaningsförband, men då under en kortare tidsperiod som sällan pågår mer än sju dygn. Denna underrättelseinhämtning syftar till att inhämta information om fientlig verksamhet och ge kontinuerliga underrättelser till högre taktisk, operativ eller strategisk chef för att bilda underlag för vidare beslut. De mest utpräglade fjärrspaningsförband som Sverige förfogar över idag är Fallskärmsjägarna och fjärrspaningssoldaterna vid 32.Underrättelsebataljonen samt en av insatsdelarna (IE2) vid Särskilda operationsgruppen. Begreppet fjärrspaning används även om signalspaning mot långväga signalförbindelser.